# Michael Holthaus
Michael "Mike" Holthaus (* 13. Juli 1950 in Wuppertal) ist ein ehemaliger deutscher Schwimmer.
Holthaus trainierte bei seinen  Heimatvereinen Wasserfreunde Wuppertal, Essen 06 und Blau-Weiß Bochum. In seiner Zeit bei Blau-Weiß Bochum unter Trainer Gerhard Hetz gewann er bei den Olympischen Sommerspielen 1968 in Mexiko  die Bronzemedaille im 400-m-Lagen-Schwimmen.
Er nahm auch an den Olympischen Sommerspielen 1972 in München teil. Welt- und Europarekord, zahlreiche deutsche Meisterschaften und deutsche Rekorde zählen zu seinen Erfolgen.
Für seine sportlichen Erfolge wurde er am 27. November 1968 mit dem Silbernen Lorbeerblatt ausgezeichnet.
Nach dem Ende seiner Karriere als Leistungsschwimmer arbeitete er als Sportlehrer am Gymnasium am Ostring in Bochum. Diese Tätigkeit musste er aufgrund von Krankheit aufgeben. Er lebt mit seiner Frau und seinen drei Kindern in Bochum.